# أيلول الأسود
أيلول الأسود ويعرف أيضاً باسم الحرب الأهلية الأردنية، هو الصراع الذي نشب في الأردن بين القوات المسلحة الأردنية بقيادة الملك حسين ومنظمة التحرير الفلسطينية بقيادة ياسر عرفات في المقام الأول بين 16 و27 سبتمبر 1970 مع استمرار بعض الأعمال حتى 17 يوليو 1971.
بعد أن فقد الأردن السيطرة على الضفة الغربية لإسرائيل عام 1967، نقل الفدائيون الفلسطينيون قواعدهم إلى الأردن وصعَّدوا هجماتهم على إسرائيل والأراضي المحتلة. تطور رد انتقامي إسرائيلي على معسكر لمنظمة التحرير في الكرامة وهي بلدة أردنية على طول الحدود مع الضفة الغربية إلى معركة واسعة النطاق. أدى الانتصار الفلسطيني الأردني المشترك في معركة الكرامة في عام 1968 إلى زيادة الدعم العربي للمقاتلين الفلسطينيين في الأردن. نمت قوة منظمة التحرير في الأردن، وبحلول عام 1970، بدأت علنا المطالبة بالإطاحة بالملكية الهاشمية. مع عملها كدولة داخل الدولة تجاهل بعض الفدائيين القوانين واللوائح المحلية، وحاولوا اغتيال الملك حسين مرتين — مما أدى إلى مواجهات عنيفة بينها وبين الجيش الأردني في يونيو 1970. الملك حسين أراد الإطاحة بالفدائيين من البلد، ولكنه تردد في الهجوم لأنه لم يكن يريد أن يستخدم أعداءه ذلك ضده بمساواة المقاتلين الفلسطينيين بالمدنيين. تصرفات منظمة التحرير في الأردن توجت بحادث اختطاف الطائرات في ميدان داوسون في 10 سبتمبر، التي اختطف فيها الفدائيون ثلاث طائرات مدنية وأجبروها على الهبوط في الزرقاء، وأخذوا مواطنين أجانب كرهائن، وقاموا في وقت لاحق بنسف الطائرات أمام الصحافة الدولية. رأى الملك حسين أن هذه هي القشة الأخيرة، وأمر الجيش بالتحرك.
في 17 سبتمبر حاصر الجيش الأردني المدن التي تتواجد بها منظمة التحرير بما في ذلك عمان وإربد وبدأ قصف الفدائيين الذين تمركزوا في مخيمات اللاجئين الفلسطينيين بالمدفعية الثقيلة ومدفعية الدبابات. في اليوم التالي، بدأت قوة من سوريا مع علامات جيش التحرير الفلسطيني يتقدمون صوب إربد التي أعلنها الفدائيون «مدينة محررة». في 22 سبتمبر انسحب السوريون بعد شن الجيش الأردني الهجوم الأرضي الذي ألحق خسائر فادحة بالقوة السورية. قاد الضغط المتصاعد الذي قامت به البلدان العربية الملك حسين إلى وقف القتال. في 13 أكتوبر وقع اتفاق مع ياسر عرفات لتنظيم وجود الفدائيين. عاد الجيش الأردني وهاجم مرة أخرى في يناير/ 1971. تم طرد الفدائيين من المدن الواحدة تلو الأخرى، حتى استسلم 2,000 من الفدائيين بعد محاصرتهم في غابة قرب عجلون يوم 17 يوليو، وكان ذلك إيذانا بانتهاء الصراع.
سمح الأردن للفدائيين بالتوجه إلى لبنان عبر سوريا وبعدها أصبحوا أحد الأطراف المحاربة في الحرب الأهلية اللبنانية. تأسست منظمة أيلول الأسود أثناء النزاع لتنفيذ عمليات انتقامية. وأعلنت المنظمة مسؤوليتها عن اغتيال رئيس الوزراء الأردني وصفي التل في عام 1971، وعملية ميونيخ التي حظيت بتغطية إعلامية واسعة في عام 1972.

## خلفية

### الأسباب
من منظور وحدوي قديم أرادت منظمة التحرير الفلسطينية تجديد مطالبها بالأردن بإطاحة الملكية والسيطرة على الحكم وإقامة جمهورية من أجل التركيز على تحرير باقي «فلسطين التاريخية». كانت أحد الأسباب وراء إثارة الفلسطينيين هو الهيمنة البدوية على المناصب القيادية في البلاد رغم تشكيلهم للأغلبية (62%). وقد كانت إستراتيجية منظمة التحرير الفلسطينية في الواقع تعني قبول دولة فلسطينية صغيرة في الضفة الغربية وغزة كمرحلة أولى، وقد تم تفسير ذلك على أنه «اعتدال» من جانبهم. وفي سياق الوقت الذي كان يعني فيه أنه بما أن الضفة الغربية وقطاع غزة لا يمكن أن يشكلا نقطة انطلاق للثورة الفلسطينية بسبب قبضة إسرائيل القوية على تلك الأراضي، فإن الأردن الذي هو جزء من فلسطين، يمكن أن يوفر هذه القاعدة. إلا أن هذا الكلام الصريح للتطلعات الفلسطينية لم يعبر عن موقف واضح لا لبس فيه لمنظمة التحرير الفلسطينية. على سبيل المثال، تحمل شعار منظمة التحرير الفلسطينية خريطة تظهر غرب الأردن فقط، ربما من اعتبار أن الأردن فلسطيني بكل طريقة ما عدا الاسم، على أية حال، وبالتالي سيكون من المستحسن النضال من أجل ما ليس فلسطينيا بعد، أي الأراضي الواقعة تحت إسرائيل، أكثر من المخاطرة بالمطالبة ببلد يتمتع باعتراف دولي. قد يكون من المفيد التحقيق في ميثاق منظمة التحرير الفلسطينية وإشاراتها الخاصة إلى مسألة الأراضي. الفقرة الأساسية هي المادة 2 من الميثاق، التي اعتمدت في عام 1964 ولم تعدل في عام 1968، والتي تنص على ما يلي: «فلسطين في حدودها الانتدابية وحدة إقليمية غير قابلة للتجزئة».
إن إحدى القرارات التي اتخذتها دورة المجلس الوطني الفلسطيني دحضت التمييز بين شرق الأردن وفلسطين وأعادت التأكيد على الوحدة الإقليمية للضفتين، مما يعني ضمنا ضرورة الإطاحة بالنظام الهاشمي واستبداله بنظام فلسطيني قومي. هناك جانب آخر من موقف منظمة التحرير الفلسطينية إزاء الأردن في المادتين 3 و 5 من الميثاق، اللذين ينصان على أن جميع العرب وذريتهم الذين عاشوا في فلسطين حتى عام 1947، وبالتأكيد أولئك الموجودين هناك اليوم، يعتبرون فلسطينيين. فإن ذلك يعني بطبيعة الحال أنه نظرا لأن معظم سكان الأردن فلسطينيون، فإن المطالبة الفلسطينية بالأردن هي أكثر تعزيزا. وعلى صعيد السياسة، فإن منظمة التحرير الفلسطينية طالبت منذ إنشائها بالحق في إنشاء مقرها في عمان، بإنشاء معسكرات تدريب للفلسطينيين في الأردن، وحتى فرض الضرائب، مما يعني أنهم يضمرون ادعاءات وحودية تجاه المملكة الهاشمية. ويمكن للفلسطينيين حينئذ أن يؤكدوا أنه بما أنهم يمثلون غالبية سكان المملكة، يجب أن يكون لهم رأيهم، خاصة منذ تعهدهم في عام 1971 في القاهرة، بإنشاء «دولة ديمقراطية» في فلسطين بعد تحريرها. فالديمقراطية تعني ضمنا بالضرورة إسقاط الملك الذي يفتقر إلى الشرعية لأنه لم ينتخب من قبل أحد.
أنكر أول رئيس لمنظمة التحرير الفلسطينية، أحمد الشقيري، أن للأردن أي حق في الوجود. وقال إن الأردن هو إنشاء استعماري ليس له أساس تاريخي. وقد تم اقتطاعه على نحو غير مبرر من فلسطين التاريخية، التي تمتد من البحر الأبيض المتوسط إلى الصحارى السورية والعراقية. وبالمثل، ادعت منظمة التحرير الفلسطينية في ظل ياسر عرفات، أنه لم يكن هناك مبرر تاريخي لفصل الأردن عن فلسطين، لأن البلدين كانا في الأساس وحدة واحدة.

### الفلسطينيون في الأردن
بعد أن ضم الأردن الضفة الغربية في عام 1951، قام بتجنيس فلسطينيي الضفة الغربية. وتألف مجموع سكان الضفة الغربية والأردن من ثلثين فلسطينيين (ثلثهم في الضفة الغربية وثلثهم في الضفة الشرقية) وثلث أردنيين. قدم الأردن للفلسطينيين مقاعد تصل إلى نصف البرلمان وتمتع الفلسطينيون بفرص متكافئة في جميع قطاعات الدولة. وقد أثر هذا التغير الديمغرافي على السياسة الأردنية.
اعتبر الملك الحسين أن المسألة الفلسطينية ستظل قضية الأمن القومي المهيمنة في البلاد؛ وخشي من أن ضفة غربية مستقلة تحت إدارة منظمة التحرير ستهدد استقلالية ممكلته الهاشمية. دعمت الفصائل الفلسطينية العديد من الحكومات العربية مختلفة، أبرزهم الرئيس المصري جمال عبد الناصر، الذي أعطاهم الدعم السياسي.
بدأت منظمة فتح الفلسطينية القومية تنظيم هجمات عبر الحدود ضد إسرائيل في يناير 1965، مما استرعى كثيرا ردود انتقامية إسرائيلية على الأردن. وكانت حادثة السموع التي أطلقتها إسرائيل في 13 نوفمبر 1966 واحدة من هذه الأعمال الانتقامية، بعد أن قتل ثلاثة جنود إسرائيليين بانفجار لغم أرضي لفتح. الهجوم الإسرائيلي على بلدة السموع في الضفة الغربية الخاضعة للسيطرة الأردنية، أوقع خسائر فادحة على الأردن. جادل الكاتب الإسرائيلي آفي شلايم أن الانتقام غير المتناسب من جانب إسرائيل قد تسبب في الانتقام من الطرف الخطأ، لأن القادة الإسرائيليين كانوا يعرفون من تفاعلهم مع الحسين أنه يبذل كل ما في وسعه لمنع هذه الهجمات. الحسين، الذي شعر أنه كان قد وقع في غدر الإسرائيليين، تعرض للانتقاد المحلي العنيف بسبب هذه الحادثة. يعتقد بأن هذا ساهم في قراره للانضمام إلى حرب مصر سوريا ضد إسرائيل في عام 1967. في يونيو 1967، استولت إسرائيل على الضفة الغربية من الأردن خلال حرب الأيام الستة.

### تنامي قوة منظمة التحرير بعد معركة الكرامة
بعد خسارة الأردن الضفة الغربية، كثفت فتح ضمن منظمة التحرير الفلسطينية هجماتها ضد إسرائيل من الأراضي الأردنية حيث جعلوا بلدة الكرامة الحدودية مقرهم. في 18 مارس 1968، تم تفجير حافلة مدرسية إسرائيلية بلغم بالقرب من بير أورا في وادي عربة حيث قتل شخصين بالغين وأصيب عشرة أطفال—العملية الـ38 لفتح في فترة تتجاوز ثلاثة أشهر بقليل. في 21 مارس، دخلت وحدات قوات الدفاع الإسرائيلية الأردن وأطلقت هجوم انتقامي على الكرامة تطور إلى معركة شاملة استمرت يوما واحدا. تكبدت منظمة التحرير حوالي 200 إصابة وأخذ 150 آخرين كأسرى. كما قتل 40–84 جنديا أردنيا. بلغت الخسائر الإسرائيلية حوالي 30 قتيلا و 69–161 جريحا، كما خلّفوا وراءهم عدة مركبات.

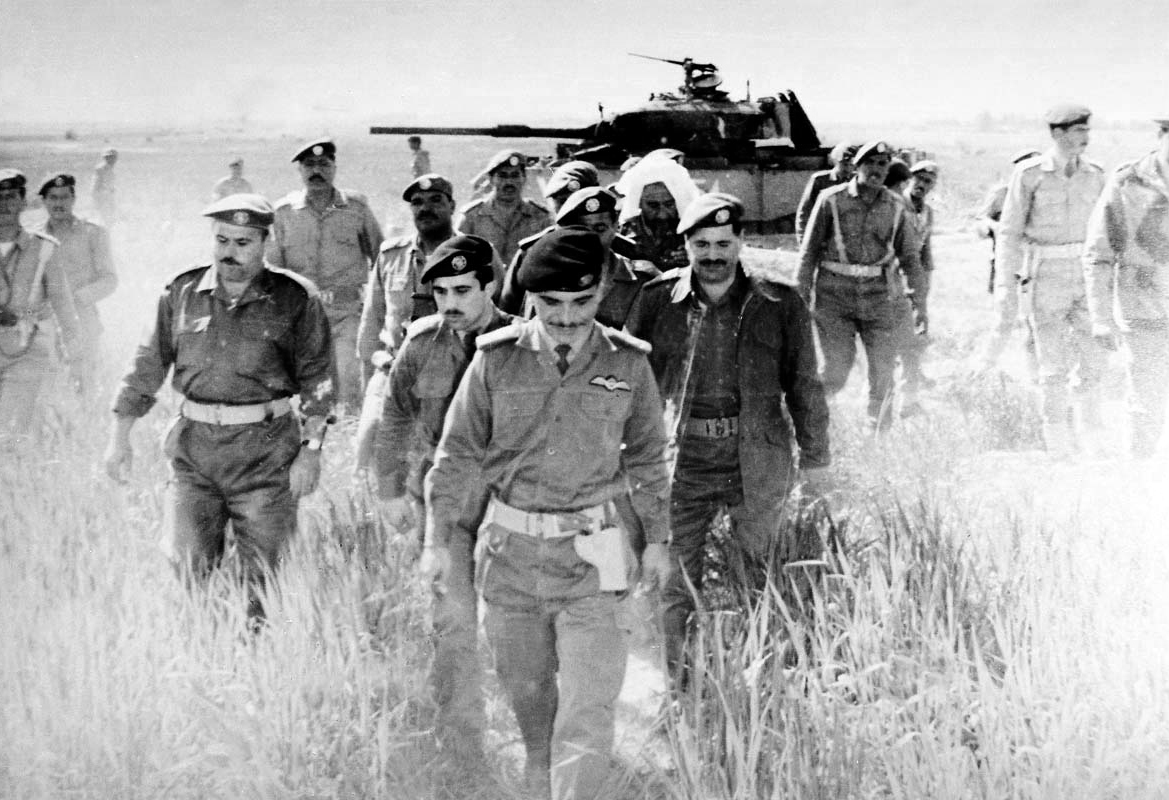
الملك حسين بعد فحص دبابة إسرائيلية متروكة في 21 مارس 1968 خلال معركة الكرامة. أدى النصر الفلسطيني الأردني المشترك المتصور إلى ارتفاع حاد في الدعم للفدائيين في الأردن.

أعلن كلا الجانبين النصر: إسرائيل قد أنجزت هدفها من تدمير معسكر الكرامة، لكن أخفقت في أسر عرفات، بينما انتزعت الأردن ومنظمة التحرير الفلسطينية خسائر إسرائيلية فادحة نسبيا. رغم محدودية نجاح الفلسطينيين في إلحاق خسائر بإسرائيل، سمح الملك حسين لهم بأخذ الفضل. استخدم الفدائيين الإشادة والتقدير الواسع بالمعركة في العالم العربي لتثبيت مطالباتهم الوطنية. أبرزت عملية الكرامة أيضا ضعف القواعد على مقربة من نهر الأردن، لذا نقلتها منظمة التحرير أبعد في الجبال. مزيد من الهجمات الإسرائيلية استهدفت مسلحين فلسطينيين يقيمون بين المدنيين الأردنيين، مما أدى إلى الاحتكاك بين الأردنيين والفدائيين.
اعتبر الفلسطينيون والعرب عموما المعركة انتصارا نفسيا على الجيش الإسرائيلي الذي كان يعتبر «لا يقهر» حتى ذلك الحين، وارتفع التجنيد في وحدات الفدائيين. وذكرت فتح أن 5,000 متطوع تقدموا للانضمام في غضون 48 ساعة من الأحداث في الكرامة. بحلول أواخر مارس كان هناك ما يقرب من 20,000 من الفدائيين في الأردن. قدٌم العراق وسوريا برامج تدريب عدة آلاف من الفدائيين. وقد قامت دول الخليج العربي، بقيادة الكويت، بجمع الأموال لهم من خلال ضريبة قدرها 5 في المائة على مرتبات عشرات الآلاف من العمال الفلسطينيين المقيمين، كما أن حملة لجمع الأموال في لبنان جمعت 500,000 دولار من بيروت وحدها. كما بدأت المنظمات الفلسطينية في ضمان الدعم مدى الحياة لأسر جميع الفدائيين الذين قُتلوا أثناء العمل. في غضون سنة واحدة من المعركة، كان لفتح فروع في حوالي ثمانين بلدا. بعد المعركة سيطرت فتح على منظمة التحرير الفلسطينية في مصر.
بدأ الفدائيين الفلسطينيون من سوريا ولبنان، يتجمعون في الأردن، غالبا في عمان. في الجيوب والمخيمات الفلسطينية في الأردن، كان الشرطة والجيش يفقدون سلطتهم. بات مخيمي الحسين والوحدات للاجئين يشار إليهما بوصفهما «جمهوريات مستقلة» وأسس الفدائيين حكما ذاتيا إداريا بإقامة حكومة محلية تحت سيطرة مقاتلين يرتدون الزي الرسمي من منظمة التحرير الفلسطينية— حيث أقاموا نقاط تفتيش وحاولوا الحصول على «الضرائب» من المدنيين.

### اتفاق النقاط السبع

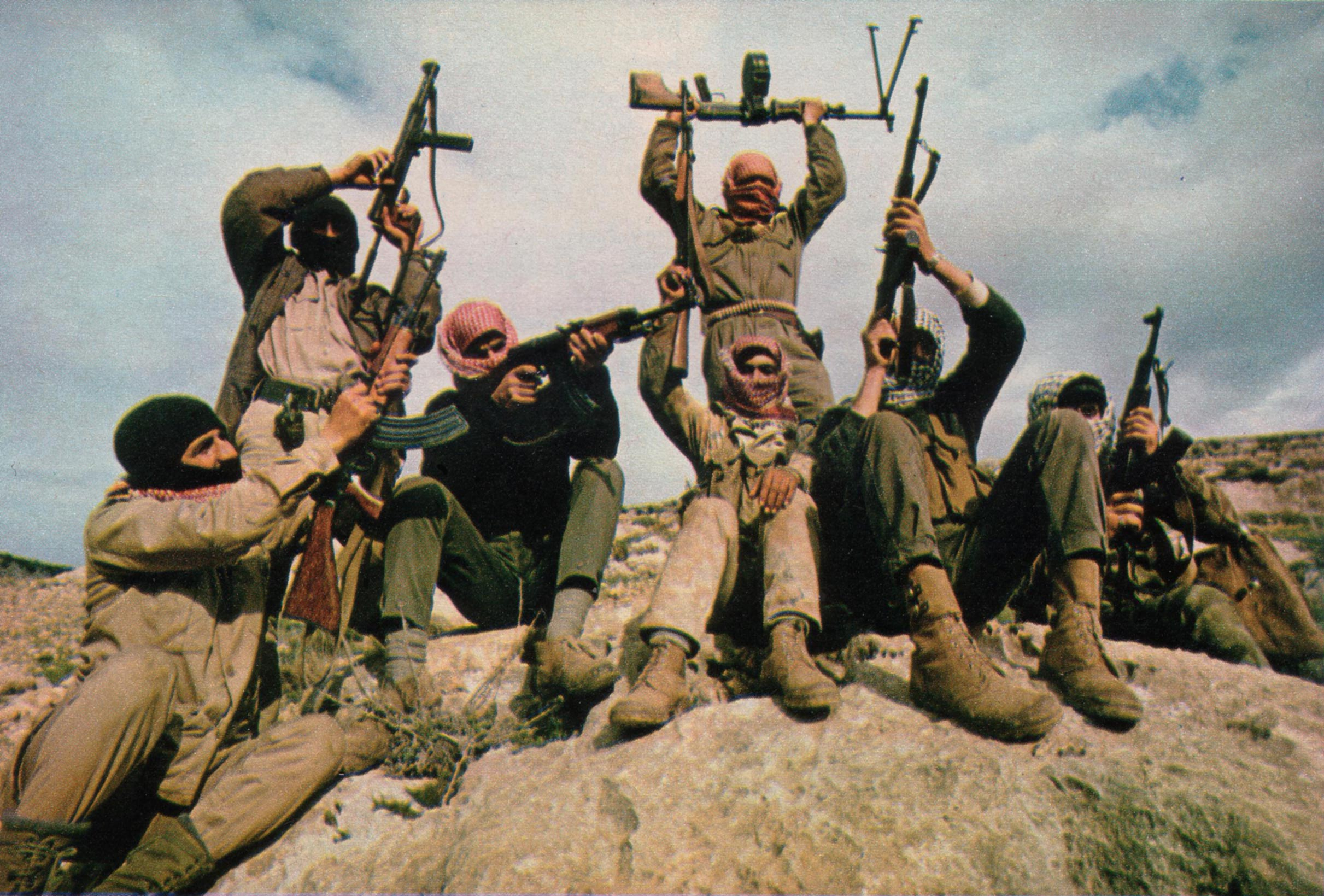
فدائيو الجبهة الشعبية لتحرير فلسطين في الأردن، مطلع 1969.

في أوائل نوفمبر 1968، هاجم الجيش الأردني مجموعة فدائية تسمى «النصر» بعد أن هاجمت المجموعة الشرطة الأردنية. لم يؤيد كل فلسطيني تصرفات النصر لكن الرد الأردني كان يهدف إلى إرسال رسالة واضحة بأنه سيكون هناك عواقب لتحدي سلطة الحكومة. فور وقوع الحادث، تم التوصل إلى نقاط اتفاق بين الملك حسين والمنظمات الفلسطينية، الذي قيٌد سلوك الفدائيين غير القانوني وغير شرعي ضد الحكومة الأردنية.
لم تستطع منظمة التحرير الفلسطينية الالتزام بالاتفاق، وأصبح ينظر إليها أكثر فأكثر باعتبارها دولة داخل دولة في الأردن. استبدل ياسر عرفات التابع لفتح أحمد الشقيري كزعيم منظمة التحرير الفلسطينية في فبراير 1969. كان الانضباط في مختلف المجموعات الفلسطينية ضعيفا، ولم تكن لمنظمة التحرير الفلسطينية أية سلطة مركزية للسيطرة على مختلف المجموعات. تطورت حالة بمجموعات الفدائيين حيث تكاثرت، اندمجت، وانشقت، بسرعة محاولة التصرف أحيانا بشكل ثوري لكي تجذب المجندين. توجه حسين إلى الولايات المتحدة في مارس 1969 لإجراء محادثات مع ريتشارد نيكسون الرئيس الأمريكي الجديد. ودعا إلى تقيد إسرائيل بقرار مجلس الأمن 242، الذي يطلب منها أن تعيد الأراضي التي احتلتها في عام 1967 مقابل السلام. كانت الفصائل الفلسطينية مرتابة من حسين، لأن ذلك يعني سحب سياسته القائمة على المقاومة القوية ضد إسرائيل، وازدادت هذه الشكوك بسبب ادعاء واشنطن بأن حسين سيتمكن من تصفية حركة الفدائيين في بلده عند حل النزاع.

فضّلت فتح عدم التدخل في الشؤون الداخلية للدول العربية الأخرى. لكن رغم أنها تولّت قيادة منظمة التحرير الفلسطينية، أكثر الحركات الفلسطينية الراديكالية اليسارية رفضت الالتزام بهذه السياسة. بحلول عام 1970، بدأت الجبهة الشعبية لتحرير فلسطين بزعامة جورج حبش والجبهة الديمقراطية لتحرير فلسطين بزعامة نايف حواتمة، التشكيك علنا بشرعية الملكية الهاشمية، ودعوا إلى إسقاطها واستبدالها بنظام ثوري. جماعات يسارية راديكالية أخرى شملت الصاعقة التابعة للبعث السوري وجبهة التحرير العربية التابعة للبعث العراقي: اعتبرت هذه حسين أنه «دمية تابعة للإمبريالية الغربية»، «رجعي» و«أداة صهيونية». وقالوا أن الطريق إلى تل أبيب يمر عبر عمان التي سعوا إلى تحويلها إلى هانوي العربية. كما أنها أثارت مشاعر محافظة ودينية ببيانات وإجراءات معادية للدين، مثل وضع شعارات ماركسية ولينينية على جدران المساجد.

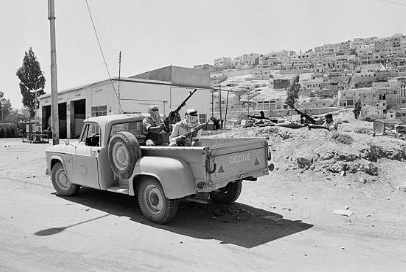
دورية للجبهة الشعبية لتحرير فلسطين في عمان، 12 يونيو 1970.

استنادا إلى شلايم، كانت سلطتهم المتزايدة مصحوبة «بالتكبر والوقاحة» المتزايدة. ويستشهد بمراقب يصف منظمة التحرير الفلسطينية في الأردن،: 
ادعى الفلسطينيون أنه كان هناك العديد من العملاء الذين يحرضون عليهم من الأجهزة الأردنية أو غيرها من الخدمات الأمنية موجودين بين الفدائيين، ويحاولون بصورة متعمدة الإخلال بالعلاقات السياسية وتقديم تبرير لشن حملة قمع. وقعت عمليات اختطاف وأعمال عنف متكررة ضد المدنيين: وادعى رئيس الديوان الملكي الأردني (وفي وقت لاحق رئيس الوزراء) زيد الرفاعي أنه في إحدى الحالات القصوى، «قتل فيدايين جنديا، وقطعوا رأسه، ولعب كرة القدم مع رأسه في المنطقة التي كان يسكن بها».

### المرسوم من عشر نقاط ومواجهات يونيو
وضعت الحالة حسين في معضلة شديدة: ففي حال استخدامه القوة للإطاحة بالفدائيين، فإنه سيبعد نفسه عن الفلسطينيين في البلاد والعالم العربي. لكنه إذا رفض الرد على الفدائيين، فإنه سيفقد احترام الأردنيين، وبصورة أكثر جدية، الجيش، وهو العمود الفقري للنظام، الذي بدأ بالفعل الضغط على الحسين للعمل ضدهم. في فبراير 1970، زار الملك حسين الرئيس المصري ناصر في القاهرة، وحصل على دعمه لاتخاذ موقف أشد صرامة ضد الفدائيين. كما وافق ناصر على التأثير على الفدائيين للكف عن تقويض نظام الحسين. وقام، لدى عودته، بنشر مرسوم من عشر نقاط يقيد أنشطة المنظمات الفلسطينية يشمل حظر ما يلي: حمل السلاح على الملأ، وتخزين الذخائر في القرى، وتنظيم المظاهرات والاجتماعات دون موافقة مسبقة من الحكومة. وكان رد فعل الفدائيين بعنف على هذه الجهود الرامية إلى الحد من قوتهم، وهو ما حدا بحسين إلى تجميد اللائحة الجديدة؛ كما أنه وافق على مطالب الفدائيين بإقالة وزير الداخلية الذي اعتبر مناهض للفلسطينيين محمد الكيلاني. كانت سياسة حسين المتمثلة في تقديم تنازلات للفدائيين هي لكسب الوقت، غير أن الصحف الغربية بدأت تتناقل قصص مبالغ فيها بأن حسين فقد السيطرة على الأردن، وأنه قد يتنحى عما قريب.

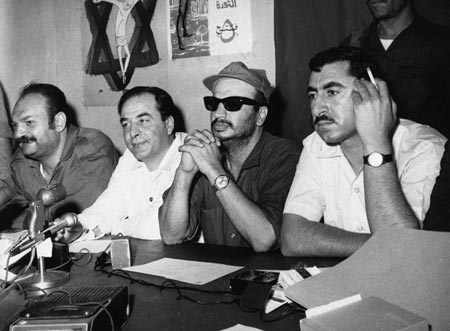
قادة منظمة التحرير الفلسطينية: ياسر عرفات، ونايف حواتمة، وكمال ناصر يتكلمون في مؤتمر صحفي عقد في عمّان بعد أحداث يونيو.

ليبيا والسعودية والكويت، التي كانت تقدم دعما صريحا للفدائيين، أرسلت إلى الأردن إعانات مالية، مما وضع حسين في موقف صعب. لم ير حسين أية قوات خارجية لدعمه باستثناء الولايات المتحدة وإسرائيل، ولكن ذلك سيكون بمثابة وقود لدعاية الفدائيين ضده. في 17 فبراير 1970، نقلت السفارة الأمريكية في تل أبيب ثلاث أسئلة من حسين إلى إسرائيل يسأل فيها عن موقف إسرائيل إذا اختار الأردن مواجهة الفدائيين. وردت إسرائيل بالإيجاب على حسين، وتعهدت بعدم الاستفادة إذا سحب الأردن قواته من الحدود من أجل مواجهة محتملة.
في 3 يونيو، شنت المدفعية الإسرائيلية وسلاح الجو الإسرائيلي هجوما على إربد ردا على هجوم شنه الفدائيين على بيسان، مما أدى إلى مقتل جندي واحد، فضلا عن مقتل سبعة وجرح ستة وعشرين مدنيا. وقد قام الجيش الأردني بالانتقام وقصف طبريا لأول مرة منذ 22 سنة؛ وأمر حسين بالقصف ولكنه أدرك أنه كان بداية دورة خطرة من العنف. وبالتالي، طلب من خلال السفارة الأمريكية في عمان، وقف إطلاق النار مع الإسرائيليين لشراء الوقت لكي يتمكن من اتخاذ تدابير قوية ضد الفدائيين.

## بداية التوتر

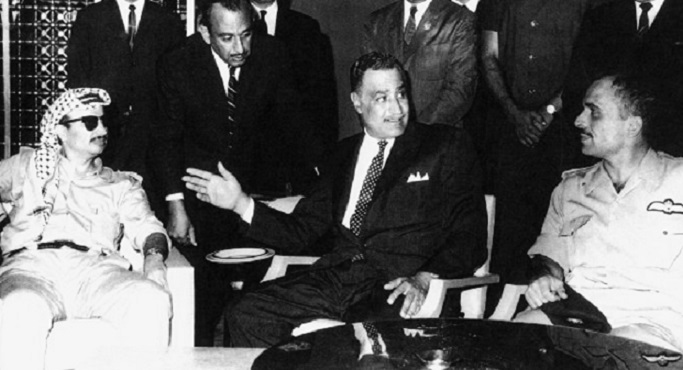
جمال عبد الناصر وسيطا بين ياسر عرفات والملك حسين.

تعود جذور الصراع إلى ما بعد معركة الكرامة عام 1968. حيث كان هناك أكثر من 500 اشتباك عنيف وقع بين الفصائل الفلسطينية وقوات الأمن الأردنية ما بين منتصف عام 1968 ونهاية عام 1969. وأصبحت أعمال العنف والقتل تتكرر بصورة مستمرة حتى باتت تعرف عمان في وسائل الإعلام العربية بهانوي العرب. خصوصا مع قيام برامج ممنهجة بشيطنة الفدائيين الفلسطينيين وسحب البساط من تحت أقدامهم سيما وأن كثيرا من سكان شرق الأردن كانوا يتعاطفون معهم الأمر الذي أثار حفيظة النظام الهاشمي.
زار الملك حسين الرئيس المصري جمال عبد الناصر في فبراير عام 1970 وبعد عودته أصدر مجلس الوزراء الأردني في 10 فبراير 1970 قراراً بشأن اتخاذ إجراءات تكفل قيام «مجتمع موحد ومنظم» وكان مما جاء فيه أن ميدان النضال لا يكون مأموناً وسليماً إلا إذا حماه مجتمع موحد منظم يحكمه القانون ويسيره النظام. ونص على ما يلي:
- كل القوى في الدولة حكومية وشعبية وفردية مدعوة إلى القيام بدورها حسب ما يفرضه القانون وترسمه السلطات المختصة.
- حرية المواطن مصونة بأحكام الدستور.
- يمنع منعاً باتاً وبأي شكل من الأشكال تأخير أو تعطيل أو منع رجال الأمن العام أو أي مسؤول من أية مؤسسة رسمية من تنفيذ واجباته المشرعة.
- يجب على كل مواطن أن يحمل بطاقته الشخصية في جميع الأوقات وأن يعرضها على رجال الأمن إذا طلب منه ذلك.
- يمنع إطلاق النار داخل حدود المدن والقرى.
- يمنع التجول بالسلاح داخل حدود أمانة العاصمة أو الاحتفاظ به، ويستثنى من ذلك تنظيمات المقاومة الشعبية فقط.
- يمنع خزن المتفجرات أو الاحتفاظ بأية مقادير منها داخل حدود أمانة العاصمة أو الأماكن المأهولة وتعطى مهلة أسبوعين اعتباراً من تاريخ صدور هذا القرار للإبلاغ عن مثل تلك المواد المخزونة وإزالتها وإبلاغ القيادة العامة للجيش العربي الأردني وكل من يخالف ذلك يتعرض للعقوبة.
- كل سيارة أو مركبة تعمل في المملكة الأردنية الهاشمية يجب أن تحمل الرقم الرسمي المخصص لها من دائرة السير.
- تمنع منعاً باتاً جميع المظاهرات والتجمهرات والاجتماعات والندوات غير المشروعة ولا يسمح بعقد الندوات إلا بإذن مسبق من وزارة الداخلية.
- تمنع جميع النشرات والصحف والمجلات والمطبوعات الصادرة خلافاً للأصول المرعية.
- النشاطات الحزبية ممنوعة بموجب القانون وتمنع ممارستها بأية صورة من الصور.

حاول الملك حسين التخفيف من حدة التشنج لدى الجيش الأردني الذي قام عدة مرات بالهجوم على قواعد فصائل فلسطينية نتيجة لرد الفعل عن هجمات للمنظمات أوقعت قتلى في صفوف الجيش وذلك بتعيين وزراء مقربين إلى القيادات الفلسطينية إلا أن ذلك لم يفيد. خصوصا أن المنظمة كانت تتهم جهات أردنية بارتداء زي الفدائيين والقيام بأعمال مشينة لأحداث فتنة بين المنظمة والجيش. وفي 11 فبراير وقعت مصادمات بين قوات الأمن الأردنية والمجموعات الفلسطينية في شوارع وسط عمان مما أدى إلى سقوط 300 قتيل معظمهم مدنيين. وفي محاولته منع خروج دوامة العنف عن السيطرة قام الملك بالإعلان قائلاً: «نحن كلنا فدائيون» وأعفى وزير الداخلية من منصبه. إلا أن جهوده باءت بالفشل.
في يونيو قبلت مصر والأردن اتفاقية روجرز والتي نادت بوقف لإطلاق النار في حرب الاستنزاف بين مصر وإسرائيل وبالانسحاب الإسرائيلي من مناطق احتلت عام 1969 وذلك بناء على قرار مجلس الأمن الدولي رقم 242. رفضت سوريا ومنظمة التحرير والعراق الخطة. وقررت المنظمات الراديكالية في منظمة التحرير الفلسطينية: الجبهة الشعبية لتحرير فلسطين بقيادة جورج حبش الذي قال «إن تحرير فلسطين يبدأ من عمان وبقية العواصم الرجعية.» وشاركت الجبهة الديموقراطية لتحرير فلسطين بقيادة نايف حواتمة والجبهة الشعبية لتحرير فلسطين - القيادة العامة بقيادة أحمد جبريل في تقويض نظام الملك حسين الموالي للغرب حسب تعريفهم.

### محاولة اغتيال الملك حسين
لم يتصد ياسر عرفات للراديكاليين بل أن بعضهم اتهمه برغبته في السيطرة على الحكم في الأردن. وصرح أبو إياد - وهو الاسم الحركي لصلاح خلف - أنه سيتدخل ضد الجيش الأردني إذا تعرضت هذه المنظمات إلى أي ضربة عسكرية من الجيش الأردني بعد أن وصلت حدة التوتر بين الجيش ومنظمة جورج حبش إلى قمتها الأمر الذي جعل المنظمات الفلسطينية كلها في مواجهة الجيش الأردني. في 9 يونيو نجا الملك حسين من محاولة فاشلة لاغتياله أثناء مرور موكبه في منطقة صويلح ومحاولة فاشلة أخرى بوسط عمان حيث قام قناص كان مختبئاً على مئذنة المسجد الحسيني بإطلاق النار على سيارة الملك واستقرت إحدى الرصاصات في ظهر زيد الرفاعي الذي كان يحاول حماية الملك وقامت مصادمات بين قوات الأمن وقوات المنظمات الفلسطينية ما بين فبراير ويونيو من عام 1970 قُتل فيها حوالي 1000 شخص.

## اتفاقية البنود السبع
ضمن مناطق الجيوب والمخيمات الفلسطينية في الأردن بدأت قوات الأمن الأردنية وقوات الجيش تفقد سلطتها حيث بدأت قوات منظمة التحرير الفلسطينية بحمل السلاح بشكل علني وإقامة نقاط تفتيش وجمع الضرائب. خلال مفاوضات نوفمبر عام 1968 تم التوصل إلى اتفاقية بسبعة بنود بين الملك حسين والمنظمات الفلسطينية:
- لا يسمح لأعضاء التنظيمات بالتجوال في المدن وهم مسلحون وفي لباسهم العسكري.
- لا يسمح بإيقاف السيارات المدنية لغرض التفتيش.
- لا يسمح بتجنيد الشباب المؤهلين للخدمة في الجيش الأردني.
- وجوب حمل أوراق ثبوتية أردنية.
- وجوب ترخيص السيارات وتركيب لوحات أردنية.
- السلطات الأردنية هي الجهة التي تحقق بالجرائم لدى الطرف الفلسطيني على الأراضي الأردنية.
- النزاعات بين المنظمات الفلسطينية والحكومة تفض بواسطة مجلس مشترك من ممثلين عن الملك ومنظمة التحرير الفلسطينية فقط.

لم تصمد الاتفاقية وأضحت منظمة التحرير الفلسطينية دولة ضمن الدولة في الأردن وأصبح رجال الأمن والجيش الحكومي يُهاجَمون ويُستهزَأ بهم وما بين منتصف عام 1968 ونهاية عام 1969 كان هنالك أكثر من 500 اشتباك عنيف وقع بين الفصائل الفلسطينية وقوات الأمن الأردنية. وأصبحت أعمال العنف والخطف تتكرر بصورة مستمرة. ادعى زيد الرفاعي رئيس الديوان الملكي الأردني أن الفدائيين قتلوا جندياً وقطعوا رأسه ولعبوا به كرة القدم في المنطقة التي كان يسكن فيها.
كما استمرت منظمة التحرير الفلسطينية بمهاجمة إسرائيل انطلاقاً من الأراضي الأردنية بدون تنسيق مع الجيش الأردني حيث كانوا يطلقون الأعيرة النارية من أسلحتهم البدائية باتجاه إسرائيل، مما أدى إلى رد عنيف من الجانب الإسرائيلي بالطائرات والصواريخ على المدن الأردنية. في حزيران 1970 حدثت صدامات عنيفة في عدة مناطق وقامت عناصر من الجبهة الشعبية لتحرير فلسطين باحتلال الزرقاء والسيطرة على اسطبلات الخيل التابعة للشريف ناصر بن جميل خال الملك وكان الاشتباك الرئيسي في عمان وطالب الفلسطنيون بإقالة ناصر حتى يوقفوا إطلاق النار وفعلاً أُقيل ناصر وعُيِّن مشهور حديثة الجازي محله وبعد هذا التاريخ بدأ التحضير الفعلي لأحداث أيلول.

## عملية خطف الطائرات
في 6 سبتمبر 1970 خطفت الجبهة الشعبية لتحرير فلسطين ثلاث طائرات أجنبية كانت قد أقلعت من فرانكفورت (ألمانيا) وزيورخ (سويسرا) وأمستردام (هولندا) متجهة إلى نيويورك. حوّل الخاطفون اتجاه طائرتين منها إلى الأردن وأجبروهما على الهبوط في مهبط دوسون (قيعان خنا)، وهو مطار بعيد في منطقة الأزرق الصحراوية شمال شرق الأردن، فيما حوّلت وجهة الطائرة الثالثة إلى القاهرة حيث عمد الخاطفون إلى تفجيرها. بعد مرور ثلاثة أيام على الحادثة خُطفت طائرة مدنية أخرى إلى المهبط ذاته. طلب الفدائيون إطلاق سراح رفاق فلسطينيين لهم معتقلين في سجون أوروبية، وعندما رُفض مطلبهم عمدوا في 12 سبتمبر وتحت أنظار وسائل الإعلام العالمية، إلى تفجير الطائرات الثلاث بعد إطلاق سراح ركابها، بعدئذٍ بيومين دعت منظمة التحرير الفلسطينية إلى إقامة (سلطة وطنية) في الأردن.

## الصدام العسكري ونهاية المنظمات
تقرر في مقر القيادة العامة للقوات المسلحة الأردنية في عمان بضرورة توجيه ضربة استئصالية ضخمة وبقوات متفوقة إلى كل المنظمات الفلسطينية داخل المدن الأردنية، وبدا أن الطريق وصل إلى نقطة اللاعودة، حيث وصلت الفوضى والتسيب التي سببها أعضاء المنظمات الفلسطينية إلى مستوى يفوق تحمل النظام السياسي في الأردن.
كان الملك حسين يرغب بتوجيه ضربة عسكرية محدودة قد تحصر النشاط العسكري للفصائل داخل المخيمات وتعيد هيبة الدولة، بينما كانت المؤسسة العسكرية تنزع إلى توجية الضربة الإستئصالية القاضية مستغلة التفوق العسكري لديها، وكان يقود هذا الرأي المشير حابس المجالي ومدير المخابرات الأردنية نذير رشيد، خصوصا ٱن هذا الرأي اعتمد على دعم سياسي وعسكري من إسرائيل مع معلومات تم التثبت منها فيما بعد عن قيام سلاح الجو الإسرائيلي بالدعم والمساندة والمشاركة في العمليات العسكرية ضد الفدائيين وسوريا وبالأخص في مناطق شمال الأردن [محل شك].
أعلن في أيلول عام 1970 تشكيل حكومة عسكرية برئاسة محمد داوود العباسي، وإقالة مشهور حديثة الجازي عن قيادة الجيش وتعيين المشير حابس المجالي قائداً للجيش وحاكماً عسكرياً عاماً، حيث وكّل إلى هذه الحكومة أمر تحرير الرهائن وتصفية وجود الفصائل الفلسطينية العسكري داخل المدن الأردنية والتي أصبحت تشكل عبئا كبيرا وسببا للفوضى داخل الأردن، وهذا ما حدث بالفعل فيما بعد، فعلى الرغم من تهديدات الحكومات العربية للأردن، وضغط الشارع العربي بسبب شعارات أحمد سعيد مذيع إذاعة صوت العرب المناهضة للحكم الملكي في الأردن، إلا أن عملية حشد آلاف العربات المصفحة والمجنزرات وتحريك الآلاف من الجنود حول عمان والزرقاء استمرت.
خططت القوات المسلحة الأردنية للضربة العسكرية وأطلقت عليها اسم خطة جوهر بحيث يتم الهجوم بشكل متزامن في كل من عمان والزرقاء و إربد في الوقت نفسه وبخطة عسكرية معدة سلفاً بحيث يقود حابس المجالي العمليات في عمان ويقود اللواء «قاسم المعايطة» العمليات في القطاع الأوسط والذي يشمل الزرقاء والبلقاء ويقود القطاع الشمالي في إربد وما حولها اللواء «بهجت المحيسن».
أرسل المشير حابس المجالي قائد الجيش الأردني إلى ياسر عرفات يطلبه للمفاوضات، حيث أرسل مجموعة من الضباط للتفاوض مع المنظمات، فرفض ياسر عرفات مقابلة حابس المجالي وأرسل محمود عباس (الرئيس الفلسطيني الحالي) للتفاوض عن الطرف الفلسطيني حيث كان منزل الشيخ بركات طراد الخريشا مكان الاجتماع. كان هدف المجالي من هذا التفاوض هو إعطاء الجيش الأردني الوقت الكافي لنصب المدافع في مواقع حساسة وإتمام عملية الحشد والتي تمت بالفعل بالإضافة إلى إعطاء صورة بعدم جدية الجيش الأردني بالقيام بأعمال عسكرية، وتبين أن المجالي غدر بالوفد الفلسطيني وتظاهر بما لا يبطن من مخططات جاهزة للهجوم. حيث تبين فيما بعد أن تطمينات عربية كانت قد وصلت إلى عرفات تؤكد عدم جدية التحركات العسكرية الأردنية ارتكازا على تقارير من حابس المجالي ونذير رشيد. وفي المفاوضات طالب محمود عباس إخراج جميع القوات العسكرية الأردنية من عمان واستبدالها بشرطة مسلحة بالعصي فقط وإسقاط الحكومة العسكرية واستبدالها بمدنية يكون للمنظمات الفلسطينية دور في تشكيلها، ثم يتم التفاوض على باقي النقاط بعد تنفيذ هذه الشروط، أبدى الوفد الأردني رضاه عن هذه الشروط وأنه سيتباحث مع القيادة السياسية والعسكرية فيها، وطلب إمهاله لليوم التالي حيث سيتم عقد الاتفاق. هذا في الظاهر أما في الباطن فالقرار اتخذ بتصفية المقاومة الفلسطينية وإبعادها عن أطول خط مجابهة مع إسرائيل. تماما كما فعل بعد ذلك في لبنان.
وفي اليوم التالي بدأ الجيش بتنفيذ خطة «جوهر»، فبدأت الدبابات والمجنزرات الأردنية بالقصف المدفعي العنيف على مواقع المنظمات الفلسطينية، وبدأت المجنزرات والسكوتات باقتحام مخيم الوحدات ومخيم البقعة ومخيم سوف في عمان ومخيم الزرقاء واجتياح فرق المشاة لشوارع مدن الزرقاء وعمان وإربد لتنقيتها من المسلحين، حيث حدثت معارك ضارية فيها، وكان لشدة المقاومة في مخيم الوحدات السبب في دفع القوات الأردنية إلى زيادة وتيرة القصف والضغط العسكري مع مساندة الطيران مما أدى لحصد أرواح المئات من المدنيين الأبرياء، الأمر الذي ضاعف الانتقادات العربية للأردن التي قابلها بالتجاهل والرفض والتعتيم. استقال اللواء «بهجت المحيسن» من قيادة المنطقة الشمالية أثناء العمليات وتم تعيين اللواء «كاسب صفوق الجازي» مكانه الذي نفذ الخطة في إربد وما حولها.
وصل بعض الزعماء العرب يرأسهم جعفر النميري رئيس السودان إلى عمان في محاولة إلى وقف القتال وإنقاذ منظمة التحرير، إلا أنه لم يأبه أحداً بمحاولاتهم. وبدا أن الجيش الأردني بات يسيطر على الدولة وأن عقاله قد انفلت ولم تعد القيادة السياسية تسيطر عليه، وألقى الجيش قبضته على معظم قيادات المنظمات، وفرّ ياسر عرفات متنكرا مع وزير الدفاع الكويتي الشيخ سعد العبد الله، وبالرغم من أن المخابرات الأردنية أوصلت معلومات على أن ياسر عرفات يحاول الفرار إلى خارج الأردن إلا أن القيادة السياسية في الأردن طلبت تركه وشأنه. لأن المطلوب قد تحقق بإخراج المقاومة الفلسطينية من الأردن.
سيطرت القوات الأردنية على الأرض واستسلم أكثر من 7,000 من المسلحين الفلسطينيين وقتل الآلاف من المسلحين الفلسطينيين وزج الآلاف من الفلسطينيين في المعتقلات والزنازين. بعد مؤتمر القاهرة والذي من خلاله خرجت المنظمات الفدائية من المدن الأردنية كاملة لتتجمع في مناطق أحراش جرش وأحراش عجلون مقابل عدم اعتراض الجيش لأي منهم. حيث عقد مؤتمر القاهرة برئاسة الرئيس المصري جمال عبد الناصر والذي اتفق فيه على مغادرة كل الفصائل الفلسطينية المدن الأردنية والتوجه إلى خارجها إلى الأحراش والغابات الشمالية وتسليم السلاح داخل المدن للجيش الأردني وخروج القيادات إلى خارج الأردن.
حُلَّت الحكومة العسكرية الأردنية وتم تعيين «وصفي التل» الذي كان له علاقة متميزة مع بريطانيا رئيسا للوزراء. وما هي إلا شهور حيث اعتقد الجميع أن الحرب قد انتهت، إلا أنه سرعان ما دبَّ الصراع هناك مجدداً بعد أن بدأ سكان القرى في مناطق جرش وعجلون يعربون عم تذمرهم من وجود الفدائيين هناك، حيث اجتاحت قوات الجيش الأردني الأحراش وقضت على آخر معاقل منظمة التحرير الفلسطينية وباقي المنظمات وكسرت شوكتهم هناك إلى الأبد. واتهم الجيش وسلاح الجو الأردني باستخدام قنابل النابالم المحرمة دوليا في قصف الفدائيين في عجلون وجرش وخاصة في أحراش دبين وسيل الزرقاء.

## التدخل السوري
في شتاء 1970، قامت سوريا بمحاولة التدخل للدفاع عن المقاتلين الفلسطينيين، حيث أرسلت ثلاثة ألوية مدرعة ولواء كومندوس ولواء من المقاتلين الفلسطينيين بالإضافة إلى أكثر من 200 دبابة من طراز تي-55. ومع أن التفوق بالعدد كان لغير مصلحة الجيش الأردني، فقد قاتل جنود اللواء الأربعين الأردنيون قتالاً مريراً مع دعم وإسناد جوي من سلاح الجو الأردني. لكن في 23 سبتمبر 1970 وتحت الضغوطات التي أتت عليه من قبل الأردن والولايات المتحدة التي أرسلت ثلاث سفن محملة بالجنود والأسلحة كان التحرك السوري لحماية منظمة التحرير غير مخطط لها ومعتمدة على معلومات غير صحيحة مصدرها قيادة منظمة التحرير، حتى أن بعض المؤرخين يعتبرون التدخل السوري من باب ذر الرماد في العيون وأنه مجرد مسرحية. وكانت القوات الأردنية على علم مسبق بتحرك القوات البرية السورية. ولم تستخدم سوريا سلاحها الجوي وهذا أيضا يضع علامة استفهام على تحركاتها من البداية.
تحركت القوات السورية بقيادة اللواء محمود باغ الذي فوجئ بعنف رد القوات الأردنية التي نشرت قوات كثيفة سميت بقوات الحجاب التابعة للواء الأربعين والذي كبّد القوات السورية خسائر فادحة وانطلق سلاح الجو الأردني المتكون من طائرات هوكر هنتر، بينما لم ينطلق سلاح الجو السوري لتغطية الهجوم. حيث تبين فيما بعد أن القيادة العسكرية قد انشقت وأن وزير الدفاع السوري الفريق حافظ الأسد كان محتجا على ٱية تدخل للقوات السورية فيما يحدث في الأردن وأنه هو من رفض إطلاق سلاح الجو السوري، الأمر الذي دفع الجيش السوري للانسحاب مخلفا وراءه خسائر فادحة. حيث توسطت السعودية لدى الأردن للسماح للسوريين بإدخال شاحنات لسحب أنقاض قواتهم المنسحبة من شمال الأردن. وبالتالي فقد خدمت كل الظروف السياسية والعسكرية الأردن في التخلص من الفدائيين.

## الدور العراقي
بالرغم من أن القيادة العراقية السياسية المتمثلة بالرئيس حسن البكر كانت إعلامياً تهاجم الأردن وتحمله مسؤولية ما حدث، قيادة الجيش الأردني توقعت تدخل عسكري من الجيش العراقي الذي كان يعسكر في قواعد عسكرية في محافظة المفرق الأردنية منذ حرب 1967، وما إن انتهت العمليات العسكرية مع الجيش السوري حتى توجهت قطع كبيرة من الجيش الأردني لضرب القوات العراقية في المفرق، إلا أن المعلومات تواصلت بأن الجيش العراقي في حالة سكون تام وأن الدبابات العراقية في ثكناتها ولا وجود لأي تحرك عسكري عراقي، حيث صرح قائد الجيش العراقي آنذاك حردان التكريتي أن القوات العراقية لن تتدخل في هذا الصراع الأمر الذي اعتبرته المنظمات الفدائية موقفا سلبيا حملت عليه فيما بعد واعتبرته نكثا للاتفاقات السرية المبرمة.

## حسابات ما بعد أيلول

الباهي الأدغم مع ياسر عرفات.

تمكن الشيخ سعد العبد الله وزير الداخلية والدفاع الكويتي آنذاك من الوصول إلى مخبأ ياسر عرفات في السفارة المصرية في عمّان، حيث كانت تستضيف بعثة من الجامعة العربية. وفيما كان أفراد البعثة يغادرون، بدا أن بينهم عضواً إضافياً؛ رجل يرتدي النقاب . أبلغت دائرة المخابرات الأردنية الملك حسين بأن من المرجح أن الرجل الذي يرتدي النقاب الذي انضم إلى الوفد لم يكن سوى عرفات متخفياً في محاولة للهروب. أراد الشريف ناصر القبض على عرفات وقتله مُصرّاً على أن عرفات لا يستحق الحياة، لكن الملك أمر رجاله بأن يتركوا عرفات يغادر الأردن يقيناً منه بضرورة ترك المجال دائماً مفتوحاً لإمكانية المصالحة.
طُردت الفصائل الفلسطينية من الأردن إلى لبنان لتشتعل الحرب مجدداً هناك حيث أسس ياسر عرفات ما سمّاه البعض بـ«جمهورية الفاكهاني» وهي منطقة خاضعة للسيطرة الكاملة للمنظمات الفلسطينية داخل بيروت. (راجع حرب لبنان الأهلية)
في الظاهر كانت الاسباب المعلنة للتخلص وابعاد وطرد المقاومة الفلسطينية من الأردن وسوريا ولبنان هو الخلافات والفوضى وتداخل السلطات والوجود الاجنبي ... اما في حقيقة الامر فهو قرار سياسي ممنهج ومدروس باحداث هذه الفتن وابعاد المقاومة عن خطوط التماس مع إسرائيل.
أسست فتح منظمة أيلول الأسود والتي كان هدفها الرئيسي هو الانتقام من جميع الشخصيات التي أفشلت وجودها السياسي في الأردن، فقامت بعدة عمليات على الساحة الأردنية كان أولها محاولة اغتيال زيد الرفاعي في لندن في 15 سبتمبر 1971 كما قامت في 28 نوفمبر 1971 باغتيال رئيس الوزراء الأردني وصفي التل في القاهرة على يد عزت رباح باعتبار وصفي التل مسؤولاً عن فشل المنظمات الفلسطينية في السيطرة على النظام في الأردن. كذلك قامت المنظمة عام 1973 بمحاولة احتجاز أعضاء الحكومة الأردنية ومحاولة فك أسر الخلية التي أرادت إسقاط النظام في الأردن وعلى رأس هذه الخلية محمد داود عودة.
قُدرت عدد الإصابات بعشرات الآلاف، بينما قدّر أحمد جبريل في مقابلة مع قناة الجزيرة عدد القتلى بـ 4,000 من الطرف الفلسطيني، أما عن أعداد القتلى الأردنيين فهي بحسب سجلات الجيش الأردني أكثر من 110 جندي أردني في المعارك بينما أعداد القتلى المدنيين الأردنيين قد يصل إلى 1,300 قتيل.

## التداعيات
احتفظت منظمة التحرير الفلسطينية بالفقرة في ميثاقها التي تركت المجال مفتوحا أمام جعل الأردن جزءا من دولة فلسطينية مستقبلية. دعا المجلس الوطني الفلسطيني في يونيو 1974 إلى «جبهة وطنية أردنية فلسطينية تهدف إلى إقامة حكومة ديموقراطية وطنية في الأردن، وستنضم إلى الكيان الفلسطيني الذي سينشأ بعد المعركة [مع إسرائيل]».
مقال من عام 1975 لمنظمة التحرير الفلسطينية.
أعلن فاروق القدومي في مارس 1977 أن منظمة التحرير الفلسطينية تعتبر الأردنيون والفلسطينيون «شعب واحد». بعد أيام، زهير محسن قائد في منظمة التحرير أدلى بتصريح مماثل: «وبمجرد أن نحقق جميع حقوقنا في فلسطين كلها، يجب ألا نؤجل، ولو للحظة، إعادة توحيد الأردن وفلسطين».